# Українське козацтво (видання)
«Українське Козацтво» — ілюстрований квартальник, орган Українського Вільного Козацтва (УВК).
Виходив у Чикаго у 1964—1980 рр. (до 1970 р. неперіодично).
1982 — відновлений у Торонто.
Містить історичні та літературні матеріали з козацької та спорідненої тематики, козацького фолкльору тощо.
Головний редактор — Антін Кущинський; з 1982 р. — редакційна колеґія.